# Phuwin Tangsakyuen
Đây là tên người Thái Lan. Phuwin là tên riêng; Tangsakyuen là họ.
Phuwin Tangsakyuen (tiếng Thái: ภูวินทร์ ตั้งศักดิ์ยืน, phiên âm: Phu-vin Tang-sác-dơn sinh ngày 05 tháng 07 năm 2003) là một diễn viên người Thái Lan trực thuộc GMMTV. Anh bắt đầu được biết đến qua vai chính Pattawee (Pi) trong phim Fish Upon the Sky năm 2021, một bộ phim truyền hình được sản xuất bởi GMMTV. Năm 2022 - 2023 anh tái kết hợp cùng Naravit Lertratkosum cho ra mắt bộ phim Never Let Me Go.

## Tiểu sử
Phuwin Tangsakyuen sinh tại Bangkok, Thái Lan. Sau khi học hoàn thành tại trường mẫu giáo Ascot International School Bangkok, anh học tiểu học, trung học và phổ thông tại Ruamrudee International School đến năm lớp 11. Anh nhận được bằng tốt nghiệp GED và hiện đang theo học ngành Kỹ thuật Thông tin và Truyền thông theo chương trình quốc tế tại trường Đại học Chulalongkorn. và đã tốt nghiệp cử nhân vào tháng 9 năm 2024. Anh bước vào làng giải trí Thái Lan từ năm 2015 và là diễn viên thuộc Công ty sản xuất chương trình truyền hình GMMTV.

## Sự nghiệp

### 2014 – 2016: Diễn viên nhí
Năm 7 tuổi, Phuwin ra mắt với tư cách là diễn viên nhí trong bộ phim truyền hình Sunshine My Friend (2014). Từ đó, anh thủ vai các diễn viên chính lúc nhỏ trong nhiều phim truyền hình như Neung Nai Suang (2015), Mafia Luerd Mungkorn (2015), Sane Rai Ubai Rak  (2016). Anh còn tham gia phim truyền hình nhạc kịch "The Sound of Music" tại Muangthai Rachadalai Theatre.

### 2019 - nay: Nổi tiếng
Phuwin đóng vai nhân vật Morn trong bộ phim truyền hình Cause You're My Boy (2019). Anh còn góp mặt trong bộ phim truyền hình thể loại khoa học viễn tưởng The Gifted: Graduation (2020). Đến năm 2021, anh thủ vai chính trong bộ phim truyền hình Fish Upon the Sky. Mới nhất, năm 2022 - 2023 anh đảm nhận vai chính Nuengdiao trong bộ phim Never Let Me Go kết hợp cùng Naravit Lertratkosum.

## Chương trình tham gia

### Phim điện ảnh
| Năm  | Tên Phim   | Vai   | Ghi chú   | Tham khảo     |
| ---- | ---------- | ----- | --------- | ------------- |
| 2023 | Hoon Payon | Thyme | Vai chính | [ 16 ] [ 17 ] |

### Phim truyền hình
| Năm  | Tên Phim                      | Vai                            | Đài            | Ghi chú                  | Nguồn                       |
| ---- | ----------------------------- | ------------------------------ | -------------- | ------------------------ | --------------------------- |
| 2015 | Mafia Luerd Mungkorn: Krating | Songklod lúc trẻ               | Channel 3      | Khách mời                | [ 18 ]                      |
| 2015 | Mafia Luerd Mungkorn: Hong    | Songklod lúc trẻ               | Channel 3      | Khách mời                | [ 19 ]                      |
| 2015 | Neung Nai Suang               | Pu Sattha lúc trẻ              | Channel 3      | Khách mời                | [ 20 ]                      |
| 2016 | Saluk Jit                     | Chính anh                      | GMM One        | Khách mời                |                             |
| 2018 | 'Cause You're My Boy          | Morn                           | GMM One        | Vai chính                | [ 21 ] [ 22 ] [ 23 ]        |
| 2018 | Our Skyy                      | Morn                           | GMM25, LINE TV | Vai phụ, tập 3           |                             |
| 2019 | The Charming Step Mom         | Namfah                         | GMM25          | Vai phụ                  | [ 24 ] [ 25 ]               |
| 2019 | Dark Blue Kiss                | Morn                           | GMM25          | Vai phụ, tập 10          | [ 26 ]                      |
| 2020 | My Bubble Tea                 | Wifi, em của Modem             | GMM One, ViuTV | Vai phụ                  | [ 27 ] [ 28 ] [ 29 ] [ 30 ] |
| 2020 | The Gifted: Graduation        | Thammarong Decharat/ Third     | GMM 25         | Vai chính                | [ 31 ] [ 32 ]               |
| 2021 | Fish Upon the Sky             | Pattawee/ Pi                   | GMM 25         | Vai chính, cùng với Pond | [ 33 ]                      |
| 2022 | Never Let Me Go               | Nuengdiao                      | GMM 25         | Vai chính                | [ 34 ] [ 35 ] [ 36 ]        |
| 2022 | The Warp Effect               | Ice                            | GMM 25         | Vai phụ                  | [ 37 ] [ 38 ] [ 39 ]        |
| 2023 | Wednesday Club                | Kun                            | GMM 25         | Vai chính                | [ 40 ]                      |
| 2023 | Our Skyy 2                    | Nuengdiao                      | GMM 25         | Vai chính                | [ 41 ]                      |
| 2023 | The Jungle                    | Patron                         | GMM 25         | Khách mời, tập 16        |                             |
| 2024 | We Are                        | "Peem" Peeranat Rueangsiriwong | GMM 25         | Vai chính                | [ 42 ]                      |
| 2024 | Summer Night                  | "Lune" Nontharat Phuwananon    |                | Vai chính                | [ 43 ]                      |
| 2025 | Dalah: Death and the Flowers  | Kris Tangsinsup                | Netflix        | Vai phụ                  | [ 44 ] [ 45 ]               |
| 2025 | Taste                         | Diesel                         | One 31         | Vai chính                | [ 46 ]                      |
| TBA  | Me and Thee                   | "Peach" Peachayarat Janekij    | GMM 25         | Vai chính                | [ 47 ]                      |
| TBA  | Scarlet Heart Thailand        |                                | GMM 25         | Vai chính                | [ 48 ] [ 49 ]               |

### Chương trình thực tế
| Năm  | Tên chương trình                      | Đài            | Ghi chú                     | Nguồn                       |
| ---- | ------------------------------------- | -------------- | --------------------------- | --------------------------- |
| 2015 | Talk with Toey Tonight                | GMM25          | Tập 121                     | [ 50 ]                      |
| 2018 | School Rangers                        | GMM25          | Tập 44-46, 147-148, 167-168 | [ 51 ] [ 52 ] [ 53 ] [ 54 ] |
| 2018 | Cougar on the Prowl Season 2          | GMM25, LINETV  | Tập 2                       |                             |
| 2018 | How Well Do You Know Each Other       | GMM One        | 7 tập                       |                             |
| 2019 | Arm Share                             | GMMTV, LINE TV | Tập 72                      | [ 55 ]                      |
| 2021 | Live At Lunch Season 2                | N/A            | Tập 17                      | [ 56 ]                      |
| 2021 | Woody Live                            | N/A            | Tập 11                      | [ 57 ]                      |
| 2021 | Safe House Season 1                   | GMMTV          | 19 tập                      | [ 58 ]                      |
| 2022 | Young Survivors                       | GMMTV          | 5 tập                       | [ 59 ]                      |
| 2022 | Project Alpha                         | GMMTV          | Tập 7                       | [ 60 ]                      |
| 2023 | Missionทำด้วยใจ โมเมนต์ไหนไม่ไหวบอกแบรนด์ | GMMTV          | 10 tập                      | [ 61 ]                      |
| 2023 | Save 100K                             | GMMTV          | 3 tập                       | [ 62 ]                      |
| 2024 | School Rangers                        | GMMTV          | Tập 8, 20                   |                             |
| 2024 | Arm Share                             | GMMTV          | Tập 152                     |                             |
| 2024 | Thailand Music Countdown              | Channel 3      | Tập 21                      | [ 63 ]                      |
| 2024 | T-Pop Stage Show                      | Workpoint TV   | Ngày 10 tháng 10 năm 2024   |                             |
| 2024 | The Wall Song                         | Workpoint TV   | Tập 220                     | [ 64 ]                      |
| 2025 | Bestie Tasty                          | GMMTV          | Tập 1                       | [ 65 ]                      |
| 2025 | Who Is My Chef                        | Workpoint TV   | Tập 307                     | [ 66 ]                      |
| 2025 | Goodbye ตายไม่รู้ตัว                      | Workpoint TV   | Tập 9                       | [ 67 ]                      |

### Nhạc kịch
| Năm  | Tiêu đề                       | Vai trò   | Ghi chú | Tham khảo     |
| ---- | ----------------------------- | --------- | ------- | ------------- |
| 2015 | The Sound of Music (Thái Lan) | Friedrich | Vai phụ | [ 68 ] [ 69 ] |

### Xuất hiện trong video ca nhạc
| Năm  | Bài hát             | Nghệ sĩ      | Hãng đĩa      | Ghi chú                   | Tham khảo |
| ---- | ------------------- | ------------ | ------------- | ------------------------- | --------- |
| 2022 | Together Absolutely | Ada          |               | Special Olympics Thailand | [ 70 ]    |
| 2022 | All Kill            | Praesun      | Kiddo Records |                           | [ 71 ]    |
| 2022 | Living For You      | Phuwin       | GMMTV Records | Nhạc phim Never Let Me Go | [ 72 ]    |
| 2023 | 100 seasons         | Pond, Phuwin | GMMTV Records | Nhạc phim Our Skyy 2      |           |
| 2023 | นี่นะคะ (I'm Here!)   | MXFRUIT      | ILYLAB        |                           | [ 73 ]    |
| 2024 | We Are Forever      | Phuwin       | GMMTV Records | Nhạc phim We Are          | [ 74 ]    |

### Dẫn chương trình
| Năm  | Chương trình                      | Nghệ sĩ      | Hãng đĩa | Ghi chú                 | Tham khảo |
| ---- | --------------------------------- | ------------ | -------- | ----------------------- | --------- |
| 2022 | Little Big World with Pond Phuwin | Pond Naravit | GMMTV    | Chương trình trực tuyến | [ 75 ]    |

### Quảng cáo thương mại
| Năm  | Chương trình            | Nghệ sĩ                                                          | Ghi chú                           | Tham khảo |
| ---- | ----------------------- | ---------------------------------------------------------------- | --------------------------------- | --------- |
| 2020 | AIS 5G Galaxy S20 FE    | Ally Achiraya, Off Jumpol, Prim Chanikarn                        |                                   | [ 76 ]    |
| 2023 | Innisfree               | Pond Naravit                                                     | Bạn thân nhãn hàng                |           |
| 2023 | Realme 11 x 5G          | Pond Naravit                                                     | Đại diện thương hiệu tại Thái Lan |           |
| 2024 | Ostech                  |                                                                  |                                   |           |
| 2025 | Magic X                 |                                                                  |                                   |           |
| 2025 | Skintific Sunscreen     | Pond Naravit                                                     |                                   |           |
| 2025 | Coke                    | Pond Naravit, Nisamanee, Alie Blackcobra, Chrrissa, Aon Somrutai |                                   |           |
| 2025 | Dr.Pong Max Dose Series |                                                                  |                                   |           |

### Lồng tiếng
| Năm  | Tiêu đề                  | Vai trò                            | Ghi chú       |
| ---- | ------------------------ | ---------------------------------- | ------------- |
| 2023 | Overwatch 2              | Lifeweaver/Niran "Bua" Pruksamanee | Bản tiếng Anh |
| 2025 | How To Train Your Dragon | Hiccup                             | Bản Thái      |

## Danh sách đĩa nhạc
| Năm  | Bài hát            | Nghệ sĩ                                    | Hãng đĩa      | Ghi chú                                | Tham khảo     |
| ---- | ------------------ | ------------------------------------------ | ------------- | -------------------------------------- | ------------- |
| 2018 | Soo Sa             | hát đệm bởi Sing Harit, Fiat Pattadon      | GMMTV Records | Ost.Cause You're My Boy                | [ 79 ] [ 80 ] |
| 2022 | Living For You     |                                            | GMMTV Records | Nhạc phim Never Let Me Go              | [ 81 ]        |
| 2023 | 100 Seasons        | cùng với Pond                              | GMMTV Records | Nhạc phim Our Skyy 2                   | [ 82 ]        |
| 2024 | We Are Forever     |                                            | GMMTV Records | Nhạc phim We Are                       | [ 83 ]        |
| 2024 | We Are             | Pond, Winny, Satang, Aou, Boom, Mark, Poon | GMMTV Records | Nhạc phim We Are                       | [ 84 ]        |
| 2024 | Truth In The Eyes  | cùng với Pond Naravit                      | GMMTV Records | Nhạc phim We Are                       | [ 85 ] [ 86 ] |
| 2024 | You're My Treasure | Nghệ sĩ GMMTV                              | GMMTV Records | Love Out Loud Fan Fest 2024 Theme Song | [ 87 ]        |

## Chuyến lưu diễn
| Năm  | Tên chương trình                                        | Nghệ sĩ | Địa điểm                             | Tham khảo |
| ---- | ------------------------------------------------------- | --- | ------------------------------------ | --------- |
| 2019 | Y I LOVE YOU FAN PARTY 2019                             | GMMTV Artist | Thunder Dome, Muangthong Thani       | [ 88 ]    |
| 2021 | FISH UPON THE SKY Live Fan Meeting                      | Pond, Neo, Louis, Mix | Phát trực tuyến                      | [ 89 ]    |
| 2022 | Feel Fan Fun Camping Concert                            | Earth, Mix, Pond, Joong, Dunk                                                                                                   | Union Hall, Union Mall               | [ 90 ]    |
| 2023 | Pond-Phuwin 1st Fan Meeting in Tokyo                    | Pond | Hokuto Pia Sakura Hall               |           |
| 2023 | POND PHUWIN 1st Fan Meeting in Cambodia                 | Pond | Aeon Mall Mean Chay                  |           |
| 2023 | Pond Phuwin: Miracle in April in Vietnam                | Pond | Trung tâm Văn hóa Hòa Bình Quận 10   | [ 91 ]    |
| 2023 | Love Out Loud Fan Fest 2023: LOVOLUTION                 | Dàn diễn viên Our Skyy 2: (Earth, Mix, Ohm, Nanon, Pond, First, Khaotung, Joong, Dunk, Force, Book, Jimmy, Sea, Gemini, Fourth) | Royal Paragon Hall + Phát trực tuyến |           |
| 2023 | GMMTV MUSICON                                           | Krist, Gawin, Nanon, Perth, Joong, Gemini, LYKN                                                                                 | Zepp DiverCity Tokyo, Toyosu PIT     |           |
| 2023 | Pond Phuwin 1st Fan Meeting in Macau                    | Pond | H853 Entertainment Place             |           |
| 2023 | GMMTV FANDAY 6 in Seoul                                 | Pond | Naksan Hall, Hansung University      |           |
| 2023 | GMMTV FANDAY 7 in Cambodia                              | Pond | Aeon Hall Sen Sok City (Phnom Penh)  |           |
| 2023 | GMMTV FANDAY in BANGKOK X PONDPHUWIN                    | Pond | Union Hall, Union Mall               |           |
| 2023 | GMMTV Fan Fest 2023 Live in Japan                       | Pond, Earth, Mix, Krist, Gawin, First, Khaotung, Joong, Dunk, Force, Book, Jimmy, Sea, Gemini, Fourth, Perth, Chimon            | PIA ARENA MM                         |           |
| 2023 | Celebrate Winter with POND-PHUWIN in OSAKA 2023         | Pond | Toyonaka Performing Arts Center      |           |
| 2023 | PONDPHUWIN 1st FANMEETING IN TAIPEI                     | Pond | Zepp New Taipei                      |           |
| 2023 | GMMTV MUSICON IN JAKARTA                                | Nanon, Fourth, Earth, Perth, Satang, Ford, Gawin, LYKN                                                                          | Pullman Jakarta Central Park         |           |
| 2023 | GMMTV STARLYMPIC                                        | Nghệ sĩ GMMTV | IMPACT ARENA                         |           |
| 2024 | FRIDAY FINEDAY                                          | Tay, Gemini, Earth, Perth, Khaotung, Sea                                                                                        | Tachikawa stage garden               |           |
| 2024 | LOVE OUT LOUD FAN FEST 2024 : THE LOVE PIRATES          | Pond, Earth, Mix, Gemini, Fourth, Force, Book, Jimmy, Sea, First, Khaotung, Joong, Dunk, Perth, Chimon, Winny, Satang           | IMPACT ARENA                         | [ 92 ]    |
| 2024 | GMMTV FAN DAY 13 IN MANILA                              | Pond | SM North EDSA Sky Dome               |           |
| 2024 | POND PHUWIN 1st FANMEET IN ROME                         | Pond | Rome, Italy                          |           |
| 2024 | NICE TO MEET U - PHUWIN 1st SOLO FAN MEETING IN QINGDAO | | 大鲍岛广兴里•糖宝LIVE                |           |
| 2024 | WE ARE FOREVER FANCON                                   | Pond, Winny, Satang, Aou, Boom, Mark, Poon                                                                                      | TRUE ICON HALL                       |           |
| 2024 | WE ARE FOREVER FANCON IN VIETNAM                        | Pond, Winny, Satang, Aou, Boom, Mark, Poon                                                                                      | Nhà hát Hòa Bình                     | [ 93 ]    |
| 2025 | GMMTV MUSICON IN NANNING 2025                           | Krist, Nanon, Fourth, Sea, Dunk, LYKN                                                                                           | GUANXI SPORTS CENTER GYMNASIUM       |           |
| 2025 | GMMTV FAN FEST 2025 LIVE in JAPAN                       | Pond, Krist, Singto, Off, Gun,Tay, New, Gemini, Fourth, Jimmy, Sea                                                              | Tokyo Garden Theater                 |           |
| 2025 | PHUWIN FAN EVENT IN SUZHOU                              | | SUZHOU                               |           |

## Giải thưởng và đề cử
| Năm  | Giải thưởng                       | Hạng mục                                   | Tác phẩm          | Kết quả   | Nguồn          |
| ---- | --------------------------------- | ------------------------------------------ | ----------------- | --------- | -------------- |
| 2021 | Nonthalee Siam                    | Người con gây dựng danh tiếng cho quốc gia | -                 | Đoạt giải | [ 94 ] [ 95 ]  |
| 2021 | 2021's NBI Youth Awards           | Bảo tồn Nghệ thuật, Văn hóa và Biểu diễn   | -                 | Đoạt giải | [ 96 ]         |
| 2022 | KAZZ magazine                     | Người ảnh hưởng thu hút                    | -                 | Đoạt giải | [ 97 ] [ 98 ]  |
| 2022 | Ganesha Awards                    | Diễn viên mới xuất sắc                     | Fish Upon the Sky | Đoạt giải | [ 99 ] [ 100 ] |
| 2024 | JAPAN EXPO THAILAND AWARD 2024    | Giải diễn viên JAPAN EXPO                  |                   | Đoạt giải | [ 101 ]        |
| 2024 | Thailand Social AIS Gaming Awards | The Most Popular Male Game Celebrity       |                   | Đoạt giải | [ 102 ]        |
| 2024 | FEED Y AWARDS 2024                | Cặp đôi yêu thích nhất của năm             | We Are            | Đoạt giải | [ 103 ]        |
| 2024 | DAILYNEWS AWARDS 2024             | D-SERIES                                   | We Are            | Đoạt giải |                |
| 2024 | Best Artist Award 2024            | Popular Y-series Actor                     |                   | Đoạt giải |                |